# Coris variegata
Coris variegata är en fiskart som först beskrevs av Rüppell, 1835.  Coris variegata ingår i släktet Coris och familjen läppfiskar. IUCN kategoriserar arten globalt som livskraftig. Inga underarter finns listade i Catalogue of Life.